# Áno Lekhónia
Áno Lekhónia är en ort i Grekland. Den är belägen i prefekturen Nomós Magnisías och regionen Thessalien, i den centrala delen av landet, 160 km norr om huvudstaden Aten. Áno Lekhónia ligger 190 meter över havet och antalet invånare är 1 214.
Terrängen runt Áno Lekhónia är varierad. Havet är nära Áno Lekhónia åt sydväst.  Närmaste större samhälle är Volos, 10,8 km nordväst om Áno Lekhónia. 
Klimatet i området är tempererat. Årsmedeltemperaturen i trakten är 17 °C. Den varmaste månaden är juli, då medeltemperaturen är 28 °C, och den kallaste är februari, med 5 °C. Genomsnittlig årsnederbörd är 835 millimeter. Den regnigaste månaden är december, med i genomsnitt 148 mm nederbörd, och den torraste är augusti, med 17 mm nederbörd.